# Jamshid Xoʻjayev

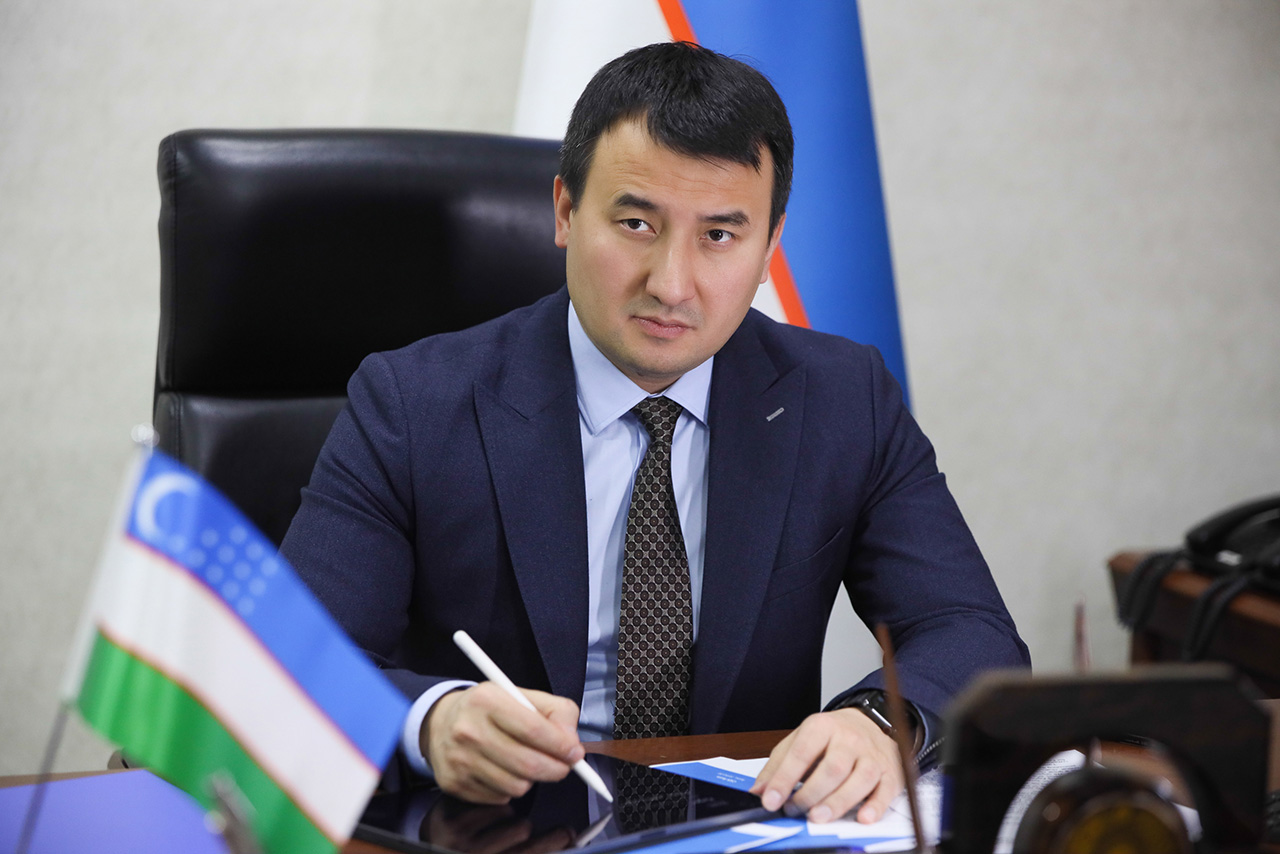
Jamshid Xoʻjayev

Jamshid Abduhakimovich Xoʻjayev (* 1979 in Qoʻqon, Provinz Fargʻona, Usbekische SSR, UdSSR) ist ein usbekischer Finanzier und Politiker. Von 2017 bis 2019 war er Minister für ausländische Wirtschaftsbeziehungen, Investitionen und Handel in Usbekistan, seit Januar 2019 ist er Leiter des Landwirtschaftsministeriums in Usbekistan.

## Biografie
Jamshid Xoʻjayev absolvierte 2000 die Taschkent State Economic University und im Jahr 2003 die University of Birmingham (Großbritannien). Er arbeitete im Bankensystem ab 2000. Von 14 Jahren in der Struktur der Zentralbank von Usbekistan hatte er 8 Jahre lang eine Führungsposition.
Im Jahr 2017 arbeitete er als erster stellvertretender Vorsitzender der Nationalbank für Außenwirtschaftstätigkeit Usbekistans, wo er die Abteilungen des Finanzministeriums, Außenwirtschaft, Informationstechnologie, Projektfinanzierung und andere beaufsichtigte. Im August 2017 übernahm er das Amt des ersten stellvertretenden Vorsitzenden der Rechnungskammer als Leiter der Inspektion für die Kontrolle der Vollständigkeit der Einnahmen in den Staatshaushalt.
Von 2017 bis 2019 war er Minister für auswärtige Wirtschaftsbeziehungen, Investitionen und Handel der Republik Usbekistan.
Am 28. Januar 2019 ernannte der Präsident der Republik Usbekistan, Shavkat Mirziyoyev, Jamshid Xoʻjayev zum Minister für Landwirtschaft der Republik Usbekistan.
Im September 2020 wurde er als Mitglied des politischen Rates der Liberaldemokratischen Partei Usbekistans bestätigt.